# カルムナイ
カルムナイ（タミル語: கல்முனை、シンハラ語: කල්මුනේ、英語: Kalmunai）は、スリランカの東部州アンパーラ県の都市である。2012年現在の人口は106,783人。カルムナイは2012年現時点のスリランカで唯一、ムスリムが多数派を占める都市 (Municipal Council) である。17世紀、ポルトガルの手によりコロンボのムスリムが追放されると、彼らはキャンディのシンハラ王朝のもとに逃げ込み王の助けを求めた。時の王Rajasinghe IIは避難民たちを王の農場であったカルムナイ（8千人）とカッタンクディ（4千人）へと定住させた。これが、カルムナイにおいてムスリムが多数派となった理由である。
カルムナイにはムスリムのスリランカ・ムーア、それにスリランカ・タミル、シンハラ人、バーガー人の4つの民族集団が居住しており、前述のとおりスリランカ・ムーアが多数派を占めている。カルムナイは主に、カルムナイシティ（Thalavatuvan JunctionからZahira College Road）、北カルムナイ (Pandiruppu, Maruthamunai, Neelavanai)、南カルムナイ（サインタマルス）、そして西カルムナイ (Natpittimunai, Savalakkadai) の4つの地域から構成される。東はインド洋に面しており、北はPeriyaneelavanai村、南はカライティヴ村という、都市の郊外地域と接している。